# Tegalwangi (Umbulsari)
Tegalwangi is een bestuurslaag in het regentschap Jember van de provincie Oost-Java, Indonesië. Tegalwangi telt 9386 inwoners (volkstelling 2010).